# جابو
جابو هي بلدة في مقاطعة آلتين ساي في ولاية صرخنداريا في أوزبكستان.